# 1840-es busz
Az 1840-es jelzésű autóbusz országos autóbuszjárat volt, ami Tatabányát kötötte össze Siófokkal.
Útvonalának hossza 101,5 km, menetideje Siófok felé 1 óra 55 perc (115 perc), Tatabánya felé 1 óra 59 perc (119 perc) volt.
Nyári tanszünetben naponta egy járatpár szállította az utasokat. 
A 2024. december 15-ei menetrendváltással a Volánbusz Zrt. átszámozta az autóbuszvonalat. Az utolsó járatok 2024. augusztus 31-én közlekedtek. A járatok átkerültek az 1842-es busz menetrendi mezőjébe.

## Megállóhelyei
| 0  | Tatabánya, autóbusz-állomás végállomás    | 15 | 1, 1G, 2, 5, 5P, 6, 9, 9D, 10, 11, 15, 16, 26, 26R, 38, 38G, 50, 55, 55R, 57, 70 770, 804, 814, 823, 824 1702, 1758, 1784, 1824, 1841, 1842, 1843, 1845, 1846, 1848, 1850, 1851, 1852 8354, 8400, 8402, 8403, 8406, 8410, 8423, 8432, 8435, 8436, 8437, 8441, 8442, 8460, 8462, 8464, 8471, 8479 S10, G10, S12, gyorsított személyvonat, InterRégió, Arrabona, Tűztorony, Ikva, Lővér, Kékfrankos, Magnet Bank, Scarbantia, Soproni Közgáz, Savaria InterCity, Mura nemzetközi InterCity, Dráva nemzetközi InterCity, Railjet Xpress, Kálmán Imre EuroNight, Csárdás, Lehár, Liszt Ferenc, Semmelweis, Hortobágy, Transilvania-Szamos EuroCity, Dacia-Corvin nemzetközi gyorsvonat      |
| 1  | Tatabánya, kórház                         | 14 | 1, 1G, 6, 8, 8L, 8S, 9, 11, 16, 18, 38, 38G, 50, 57, 59B 823 1702, 1758, 1841, 1842, 1845, 1846, 1848, 1851, 1852 8354, 8402, 8403, 8441, 8442, 8460, 8462, 8464 |
| 2  | Környe, faluközpont                       | 13 | 770, 823 1257, 1702, 1758, 1784, 1824, 1841, 1842, 1843, 1845, 1846, 1848, 1851, 1852 8354, 8403, 8441, 8442, 8460, 8462, 8464, 8587, 8594 |
| 3  | Környe, Irtáspuszta                       | 12 | 1841, 1845, 1852 8460, 8462, 8587 |
| 4  | Majkpuszta                                | 11 | 1824, 1841 |
| 5  | Gánt, Kőhányáspuszta                      | 10 | 1824, 1841 |
| 6  | Csákvár, Kotlóhegy                        | 9  | 1824, 1841 |
| 7  | Csákvár, Kórház                           | 8  | 1824, 1841 8120 |
| 8  | Csákvár, Szabadság tér                    | 7  | 1251, 1253, 1254, 1824, 1841, 1853 8000, 8120 |
| ∫  | Csákvár, Vaskapu dűlő                     | 6  | 1253, 1254, 1824, 1841 8000 |
| 9  | Zámoly, Kossuth Lajos utca 86.            | 5  | 1824, 1841, 1853 8000, 8001 |
| 10 | Székesfehérvár, III. Béla király tér      | 4  | 33, 34 1758, 1809, 1822, 1824, 1841, 1842, 1845, 1853 8000, 8001, 8092, 8093, 8095, 8096, 8097, 8099, 8624 |
| 11 | Székesfehérvár, autóbusz-állomás          | 3  | 10, 11, 11A, 11G, 12, 12A, 12Y, 13G, 14, 14G, 15, 15Y, 26, 26A, 26C, 26G, 36, 37, 38, 40, 41, 42, 43, 44, 912 707, 717, 740, 747, 748, 749, 750, 751, 757, 758, 759 1172, 1173, 1174, 1189, 1205, 1215, 1507, 1510, 1512, 1529, 1563, 1707, 1735, 1758, 1803, 1808, 1809, 1822, 1823, 1824, 1826, 1841, 1842, 1843, 1845, 1853 5447, 5552, 7313, 7315, 8000, 8001, 8010, 8011, 8013, 8032, 8033, 8034, 8035, 8037, 8039, 8040, 8041, 8046, 8047, 8048, 8049, 8050, 8055, 8060, 8062, 8065, 8066, 8067, 8068, 8069, 8070, 8078, 8082, 8086, 8092, 8093, 8095, 8096, 8097, 8099, 8624 |
| 12 | Siófok (Szabadisóstó), 7. sz. út          | 2  | 1302, 1402, 1512, 1528, 1563, 1708, 1842 5358, 5458, 8325, 8326 |
| 13 | Siófok (Szabadifürdő), vasúti megállóhely | 1  | 2, 24, N2 1174, 1302, 1402, 1512, 1528, 1563, 1708, 1842 5358, 5458, 7324, 7325, 8325, 8326 S30, személyvonat, sebesvonat, Déli<-parti InterRégió, Déli->parti InterRégió, Vitorlás InterRégió, Panoráma expresszvonat, Jégmadár expresszvonat, Aranypart expresszvonat |
| 14 | Siófok, autóbusz-állomás végállomás       | 0  | 1, 2, 3, 4, 7, 14, 14A, 18, 24, N2 1172, 1174, 1177, 1302, 1402, 1499, 1506, 1512, 1528, 1563, 1564, 1592, 1593, 1708, 1740, 1742, 1842 5358, 5439, 5458, 5608, 5906, 5916, 5917, 6008, 6010, 6011, 6015, 6016, 6018, 6035, 6038, 6040, 6041, 6042, 6043, 6051, 6053, 6101, 7324, 7325, 8274, 8325, 8326 S30, személyvonat, sebesvonat, Déli<-parti InterRégió, Déli->parti InterRégió, Esti Csók InterRégió, Vitorlás InterRégió, Panoráma expresszvonat, Jégmadár expresszvonat, Aranypart expresszvonat, Ezüstpart expresszvonat, Aranyhíd expresszvonat, Napfürdő expresszvonat, Balaton InterCity, Tópart InterCity, Agram-Tópart nemzetközi InterCity, Adria nemzetközi InterCity |